# 巴雅尔 (土尔扈特首领)
巴雅尔（?—?），卫拉特蒙古土爾扈特部在16世紀時的首领。
巴雅尔是卡尔梅克汗国创始人和鄂尔勒克的高祖父。他的父親是苏赉，祖父是奇旺，祖先可追溯到贤义王太平。
巴雅尔当时土爾扈特的游牧区域在阿尔泰山以北、额尔齐斯河南岸的草原。与绰罗斯部、辉特部组成卫拉特聯盟，其子玛哈齐蒙克、乌鲁车臣。
| 前任： 苏赉 | 土尔扈特首领 16世纪前期 | 繼任： 玛哈齐蒙克 |